# 16 декември
16 декември е 350-ият ден в годината според григорианския календар (351-ви през високосна година). Остават 15 дни до края на годината.

## Събития
- 955 г. – Започва понтификатът на папа Йоан XII.
- 1653 г. – Оливър Кромуел става лорд-протектор на Англия, Шотландия и Ирландия.
- 1740 г. – Избухва Войната за австрийското наследство.
- 1773 г. – В израз на протест срещу водената от британското правителство данъчна политика, американски търговци изхвърлят голямо количество чай в залива на Бостън, което става известно като Бостънско чаено парти.

- 1838 г. – В Южна Африка се състои кървава битка между армията на племето зулу и белите заселници – бури.
- 1880 г. – В Южна Африка започват Бурските войни, в които Великобритания цели установяване на контрол върху териториите Трансваал и Орания, заселени от 70 години с бури.
- 1911 г. – Руал Амундсен достига Южния полюс.
- 1920 г. – България става член на Обществото на народите.
- 1934 г. – Официално са завършени и осветени сградите на ректората и библиотеката на Софийския университет.
- 1943 г. – Втората световна война: Италианските войски, обединени в Първа моторизирана бойна група, командвана от генерал Виченцо Дапино, разгромяват германските войски в започналата на 8 декември битка за Монте Лунго, северно от Неапол.
- 1944 г. – Втората световна война: Започва германска офанзива в планинската област Ардени.
- 1960 г. – Самолетите на при полет 826 на „Юнайтед Еърлайнс“ и полет 266 на „Транс Уърлд Еърлайнс“, се сблъскват във въздуха над Стейтън Айлънд, Ню Йорк и се разбиват, като убиват всички 128 души на борда на двете машини и още 6 на земята.
- 1971 г. – В резултат на Индо-пакистанската война армията на Пакистан се изтегля от Бангладеш, което е начало на процеса на независимост.
- 1971 г. – Бахрейн получава пълна независимост от Великобритания и престава да бъде неин протекторат – денят се чества като Ден на нацията и национален празник.
- 1981 г. – По време на военното положение в Полша жандармерията и специалните служби атакуват мина Вуек, загиват 9 демонстранти и 21 са ранени.
- 1989 г. – В Тимишоара (Румъния) избухват бунтове против диктатурата на Николае Чаушеску.
- 1991 г. – Казахстан обявява независимост от Съветския съюз.
- 1991 г. – Полша, Чехословакия и Унгария подписват договор за сътрудничество с ЕС.
- 1997 г. – В Япония е излъчен за пръв и последен път епизодът от сериала Покемон „Електрическият воин Поригон“, който причинява на стотици японски деца епилептични припадъци и повръщане.

## Родени
- 1485 г. – Катерина Арагонска, кралица на Англия († 1536 г.)
- 1652 г. – Джовани Мария Казини, италиански органист и композитор († 1719 г.)
- 1770 г. – Лудвиг ван Бетховен, германски композитор († 1827 г.)
- 1775 г. – Джейн Остин, британска писателка († 1817 г.)
- 1790 г. – Леополд I, крал на Белгия († 1865 г.)
- 1866 г. – Василий Кандински, руски художник († 1944 г.)
- 1869 г. – Христо Татарчев, български революционер († 1952 г.)
- 1872 г. – Антон Деникин, руски генерал († 1947 г.)
- 1880 г. – Никола Стоицев, български учител († 1952 г.)
- 1882 г. – Золтан Кодай, унгарски композитор († 1967 г.)
- 1883 г. – Макс Линдер, френски актьор († 1925 г.)
- 1888 г. – Александър I, крал на Югославия († 1934 г.)
- 1888 г. – Христо Топракчиев, български авиатор († 1912 г.)
- 1894 г. – Николай Хрелков, български писател и преводач († 1950 г.)
- 1901 г. – Николай Ватутин, съветски генерал († 1944 г.)
- 1902 г. – Рафаел Алберти, испански поет и драматург от ХХ век († 1999 г.)
- 1910 г. – Асен Христофоров, български икономист († 1970 г.)
- 1912 г. – Коле Неделковски, македонски поет († 1941 г.)
- 1914 г. – Цветана Романска-Вранска, българска фолклористка († 1969 г.)
- 1916 г. – Иван Пейчев, български поет и драматург († 1976 г.)
- 1917 г. – Артър Кларк, британски писател († 2008 г.)
- 1923 г. – Трифон Силяновски, български композитор и пианист († 2005 г.)
- 1925 г. – Хелмут Прайслер, германски поет и преводач († 2010 г.)
- 1927 г. – Рандал Гарет, американски писател († 1987 г.)
- 1928 г. – Филип Дик, американски писател († 1982 г.)
- 1932 г. – Родион Шчедрин, руски композитор
- 1938 г. – Лив Улман, норвежка актриса и режисьорка
- 1939 г. – Васил Анков, български футболист († 2009 г.)
- 1942 г. – Стефан Солаков, български журналист († 2022 г.)
- 1944 г. – Нхау, намибийски актьор († 2003 г.)
- 1945 г. – Бойка Асиова, български журналист и писател
- 1946 г. – Бени Андершон, шведски музикант (АББА)
- 1947 г. – Бен Крос, британски актьор († 2020 г.)
- 1951 г. – Иван Иванов, български актьор († 2024 г.)
- 1951 г. – Норберт Шойер, германски писател
- 1964 г. – Хайке Дрехслер, германска атлетка
- 1967 г. – Миранда Ото, австралийска актриса
- 1970 г. – Михаела Шафрат, германска порноактриса
- 1970 г. – Ивелин Иванов, български политик
- 1971 г. – Пол Ван Дайк, германски музикант
- 1973 г. – Мариза, португалска певица
- 1975 г. – Албена Вулева, българска телевизионна водеща
- 1984 г. – Тео Джеймс, британски актьор и певец
- 1993 г. – Юсеин Вейселов, български политик

## Починали
- 882 г. – Йоан VIII, римски папа (* ? г.)
- 1072 г. – Алп Арслан, селджукски султан (* 1029 г.)
- 1325 г. – Шарл, френски принц (* 1270 г.)
- 1515 г. – Афонсу де Албукерке, португалски адмирал (* 1453 г.)
- 1687 г. – Уилям Пети, британски учен (* 1623 г.)
- 1774 г. – Франсоа Кене, френски икономист – физиократ (* 1694 г.)
- 1798 г. – Томас Пенант, уелски естествоизпитател (* 1726 г.)
- 1858 г. – Ричард Брайт, британски лекар – патоанатом (* 1789 г.)
- 1859 г. – Вилхелм Грим, германски писател и фолклорист, единият от братята Грим (* 1786 г.)
- 1874 г. – Гюстав Вапер, белгийски художник († 1803 г.)
- 1893 г. – Карл Лудвиг Мишле, германски философ (* 1801 г.)
- 1897 г. – Алфонс Доде, френски писател (* 1840 г.)
- 1898 г. – Григорий Доростолски и Червенски, български духовник (* 1828 г.)
- 1908 г. – Американски Кон, индиански вожд (* 1840 г.)
- 1910 г. – Иван Цончев, български военен и революционер (* 1858 г.)
- 1914 г. – Иван Зайц, хърватски композитор (* 1832 г.)
- 1921 г. – Камий Сен-Санс, френски композитор (* 1835 г.)
- 1922 г. – Габриел Нарутович, първи президент на Полша (* 1865 г.)
- 1922 г. – Елиезер Бен Йехуда, еврейски лингвист (* 1858 г.)
- 1933 г. – Янаки Паскалев, български революционер (* 1865 г.)
- 1948 г. – Никола Маринов, български художник (* 1879 г.)
- 1949 г. – Трайчо Костов, български политик (* 1897 г.)
- 1965 г. – Съмърсет Моъм, английски писател (* 1874 г.)
- 1974 г. – Костас Варналис, гръцки писател (* 1884 г.)
- 1982 г. – Колин Чапман, британски автомобилен инженер (* 1928 г.)
- 1983 г. – Григорий Александров, съветския режисьор (* 1903 г.)
- 1989 г. – Лий Ван Клийф, американски актьор (* 1925 г.)
- 1996 г. – Лауренс ван дер Пост, южноафрикански-британски писател (* 1906 г.)
- 2001 г. – Щефан Хайм, германски писател (* 1913 г.)
- 2006 г. – Райчо Райков, български журналист (* 1951 г.)
- 2007 г. – Атанас Джурджев, кардиолог (* 1941 г.)
- 2008 г. – Манол Манолов, български футболист и треньор (* 1925 г.)
- 2009 г. – Егор Гайдар, руски икономист и политик (* 1956 г.)
- 2009 г. – Едуард Генов, български общественик и политически затворник (* 1946 г.)
- 2013 г. – Рей Прайс, американски кънтри певец (* 1926 г.)
- 2015 г. – Йордан Попов, български писател и журналист (* 1941 г.)
- 2022 г. – Синиша Михайлович, сръбски футболист и треньор (* 1969 г.)
- 2023 г. – Антонио Негри, италиански философ (* 1933 г.)

## Празници
- Бангладеш – Ден на победата (изтегляне на армията на Пакистан от Бангладеш, 1971 г.)
- Бахрейн – Ден на нацията (пълна независимост – отпадане статуса на протекторат на Великобритания, 1971 г., национален празник)
- Казахстан – Ден на независимостта (от СССР, 1991 г.)
- Тайланд – Национален спортен ден (от 1986 г.)
- ЮАР – Ден на обединението